# Platow Brief
Der Platow Brief (Eigenschreibweise: DER PLATOW Brief) ist ein Informationsdienst für Wirtschaft, Kapitalmarkt und Politik. Der Brief liefert dreimal pro Woche auf vier Seiten aktuelle Hintergrundinformationen aus der Finanzwelt, Analysen zu internationalen Kapitalmärkten, Konjunktur und Zinsen. Zusätzlich werden mehrmals wöchentlich Beilagen zum Thema Immobilien, Recht oder zu aktuellen Schwerpunkten aus der Wirtschafts- und Bankenwelt veröffentlicht.

## Geschichte
Der Platow Brief wurde 1945 vom Wirtschaftsjournalisten Robert Platow in Hamburg gegründet. Platow, der schon früher Wirtschafts-Informationsdienste herausgegeben hatte, nutzte dabei den Umstand, dass in den Vorschriften der britischen Besatzungsmacht zur Presselizenzierung vertrauliche Informationsbriefe nicht genannt waren, als Schlupfloch, um die deutsche Wirtschaft mit aktuellen Nachrichten und Informationen zu versorgen. Dank guter Kontakte Platows zur Wirtschaft und zu Bonner Ministerien enthielt der Platow Brief auch exklusive Informationen. Größeres Aufsehen erregte 1951 die sogenannte „Platow-Affäre“, als Platow nach der Veröffentlichung eines Referentenentwurfs für ein geplantes Kartellgesetz 44 Tage in Untersuchungshaft genommen wurde.
Robert Platow veräußerte 1967 das Unternehmen an Bertelsmann, die Redaktion zog von Hamburg nach Frankfurt am Main. Der Wirtschaftsjournalist und Ökonom Gerhard Czerwensky war von 1969 bis 1988 Chefredakteur des Platow Briefes und Alleinverantwortlicher für Platow’s Wirtschafts- und Informationsdienst. 1990 übernahm Albrecht F. Schirmacher die Chefredaktion, der 1999 in die Position des Herausgebers rückte. Seitdem ist Frank Mahlmeister Chefredakteur des Platow Briefs.
2003 verkaufte Bertelsmann mit seinen Fachverlagen auch den Platow Brief, der fortan zum Wissenschaftsverlag Springer Science+Business Media gehörte. Parallel wurde 2003 das Verlagsprogramm online als PDF-Ausgaben im Einzelverkauf angeboten, als Ergänzung zum klassischen Verlagsabo. Zum 1. Januar 2013 erwarb Albrecht F. Schirmacher im Rahmen eines Management Buy-Outs den Platow Brief, der seither Teil der von Schirmacher gegründeten Platow Medien GmbH ist.
Seit 11. März 2025 sind die Ausgaben nicht mehr im PDF-Format erhältlich, nur noch online auf der Website.

## Verlagsprogramm
Neben dem Platow Brief veröffentlicht die Platow Verlag GmbH:
- Platow Börse, 3× pro Woche auf 4 Seiten, ein Börsenbrief mit Fokus auf den deutschen Aktienmarkt inkl. Musterdepot
- Platow Derivate, 1× pro Woche digital, Empfehlungen zu Hebelprodukten und Anlagezertifikaten
- Platow Emerging Markets, 1× pro Woche auf 6 Seiten, Empfehlungen und Analysen zu Aktien, Derivaten und Fonds aus Osteuropa, Lateinamerika, Asien/Pazifik und Afrika.
- Platow Legal + Finance mit Nachrichten und Analysen zu Bank- und Kapitalmarktrecht, Regulatorik, Compliance, Geldwäsche, Digitalisierung, Restrukturierungen, Bankorganisation und Zahlungsverkehr.[5]

Zudem werden mehrmals im Jahr verschiedene Sonderpublikationen veröffentlicht:
- Platow Special Renditechancen, analysiert die wichtigsten Anlagetrends und gibt konkrete Empfehlungen zu Aktien, Fonds und Zertifikaten
- Platow Special Immobilien, informiert über die neuesten Trends auf dem Immobilienmarkt und analysiert Immobilien-Aktien sowie offene und geschlossene Immobilienfonds
- Platow Special Altersvorsorge, untersucht die aussichtsreichsten Investments im Bereich Fonds und Zertifikate und liefert einen Überblick mit fundierten Informationen zur Altersvorsorge
- Platow Prognose, ist ein Handbuch für Privatanleger und institutionelle Investoren und bietet einen konjunkturellen Ausblick sowie Analysen zu Zinsen, Anleihen und Währungen

Zusammen mit der dfv Euro Finance Group organisiert die Platow Verlag GmbH auch Veranstaltungen wie Platow Euro Finance Small Cap Konferenz, Platow Euro Finance Investorenforum, Platow Euro Finance Family Office, Platow Euro Finance Beteiligungsforum, Platow Euro Finance Unternehmerforum oder Platow Euro Finance Stiftungsforum.
pfp Advisory, eine Tochtergesellschaft der Platow Medien GmbH, berät überdies den Aktienfonds „DWS Concept Platow“, der im Mai 2006 von der Deutschen Bank aufgelegt wurde (damals unter dem Namen „DB Platinum III Platow“).
Die Redaktion von Platow Derivate betreut aktuell ein Dach-wikifolio (Platow Best Trader Selection), das aus mehreren Einzel-Wikifolios unterschiedlicher Tradern besteht. In der Vergangenheit betrieb Platow auch zwei klassische Wikifolios (Platow Trend & Sentiment und Platow Trend & Sentiment 2.0) mit eigenen Handelsstrategien, die im Januar 2022 geschlossen wurden.